# Бобринецкий район
Бо́бринецкий райо́н (укр. Бобринецький район) — упразднённая административная единица Кировоградской области Украины. Административный центр — город Бобринец.

## История
Образован в 1923 году на территории бывших Александро-Рощаковской волости Николаевского уезда, а также Алексеевской, Витязевской, Кетрисановской волостей и города Бобринец Елисаветградского уезда и вошёл в состав Елисаветградского округа Одесской губернии. В 1931—1932 годах район также включал территорию Братского района. В 1935 году из состава Бобринецкого района выделен Витязевский район. В 1936 году к району были присоединены Базилевский и Ольгопольский сельсоветы Новобугского района
В 1932 году район вошёл в состав новообразованной Одесской области. Постановлением ЦИК СССР от 22 сентября 1937 года Бобринецкий район из состава Одесской области был выделен в состав Николаевской области Украинской ССР. Указом Президиума Верховного Совета СССР от 10 января 1939 года Бобринецкий район включён в состав образованной этим же указом Кировоградской области в составе Украинской ССР.
12 ноября 1959 года к Бобринецкому району был присоединён Витязевский район. В 1962 году район был укрупнён за счёт присоединения частей упразднённых Компанеевского, Ровнянского и Устиновского районов, однако уже в 1965—1966 годах Устиновский и Компанеевский районы были восстановлены.
17 июля 2020 года в результате административно-территориальной реформы на Украине Бобринецкий район вошёл в состав Кропивницкого района Кировоградской области. На его территории были сформированы Бобринецкая городская и Кетрисановская сельская общины.

## Состав района
На момент упразднения в состав района входили следующие населённые пункты:
- Бобринецкий городской совет:
  - Бобринец
  - Дибровка
  - Обланка
  - Шляховое
- Алексеевский сельский совет:
  - Алексеевка
- Апрелевский сельский совет:
  - Апрелевка
  - Апрелевское
  - Ростычево
- Благодатненский сельский совет:
  - Благодатное
  - Грузское
  - Осыковатое
  - Ульяновка
- Бобринковский сельский совет:
  - Бобринка
  - Варламовка
  - Гориховка
- Буховецкий сельский совет:
  - Буховецкое
  - Маковиевка
- Василевский сельский совет:
  - Береславка
  - Василевка
  - Никоноровка
  - Новогомельское
- Верхнеингульский сельский совет:
  - Верхнеингульское
  - Оленовское
  - Степановка
  - Яблочко
- Весёловский сельский совет:
  - Веселовка
  - Крутоярка
  - Раздолье
  - Ударное
  - Юрьевка
- Витязевский сельский совет:
  - Витязевка
  - Дончино
  - Зоряное
- Златопольский сельский совет:
  - Златополье
  - Песчаное
  - Полумяное
- Кетрисановский сельский совет:
  - Кетрисановка
- Костомаровский сельский совет:
  - Берёзовка
  - Костомаровка
  - Коханое
  - Майское
- Кривоносовский сельский совет:
  - Кривоносово
- Марьяновский сельский совет:
  - Марьяновка
- Николо-Бабанский сельский совет:
  - Николо-Бабанка
  - Проскуровка
  - Сорочаново
- Новоградовский сельский совет:
  - Водяно-Михайловка
  - Новоградовка
  - Новосамара
  - Пеньково
- Новониколаевский сельский совет:
  - Новониколаевка
  - Степовка
  - Чигиринское
- Павлогорковский сельский совет:
  - Бредихино
  - Павлогорковка
  - Поляна
- Рощаховский сельский совет:
  - Аннополь
  - Мариуполь
  - Рощаховка
- Солонцеватский сельский совет:
  - Завадовка
  - Солонцеватка
  - Трудолюбовка
- Сугоклиевский сельский совет:
  - Борисовка
  - Мюдовка
  - Сугоклиевка
  - Южное
- Тарасовский сельский совет:
  - Захидное
  - Ивановка
  - Новокиевка
  - Тарасовка
  - Червонополье
- Федиевский сельский совет:
  - Высочаново
  - Федиевка
  - Фёдоровка
- Чаривненский сельский совет:
  - Веремиевка
  - Мирное
  - Чаривное
- Червонодолинский сельский совет:
  - Богдановка
  - Великодрюково
  - Коржево
  - Садовое
  - Червоная Долина